# Vochlická rozhledna
Vochlická rozhledna (nebo také rozhledna Vochlice) je postavena na kopci jménem Vochlice v nadmořské výšce 444 metrů. Kopec Vochlice je vedlejším vrcholem Libyňského kopce (449 metrů) a nachází se mezi vesnicemi Libyně a Mlýnce, čtyři kilometry od Lubence v katastrálním území Vesce u Drahonic.

## Historie
Věž byla postavena v novogotickém slohu a je asi dvanáct metrů vysoká. Jejími staviteli byli pravděpodobně příslušníci rodu Bauernreutherů, kterým patřil zámek v Mlýncích. Během druhé poloviny 20. století rozhledna chátrala. Od roku 2007 byla rozhledna rekonstruována a v roce 2010 slavnostně otevřena.

## Galerie

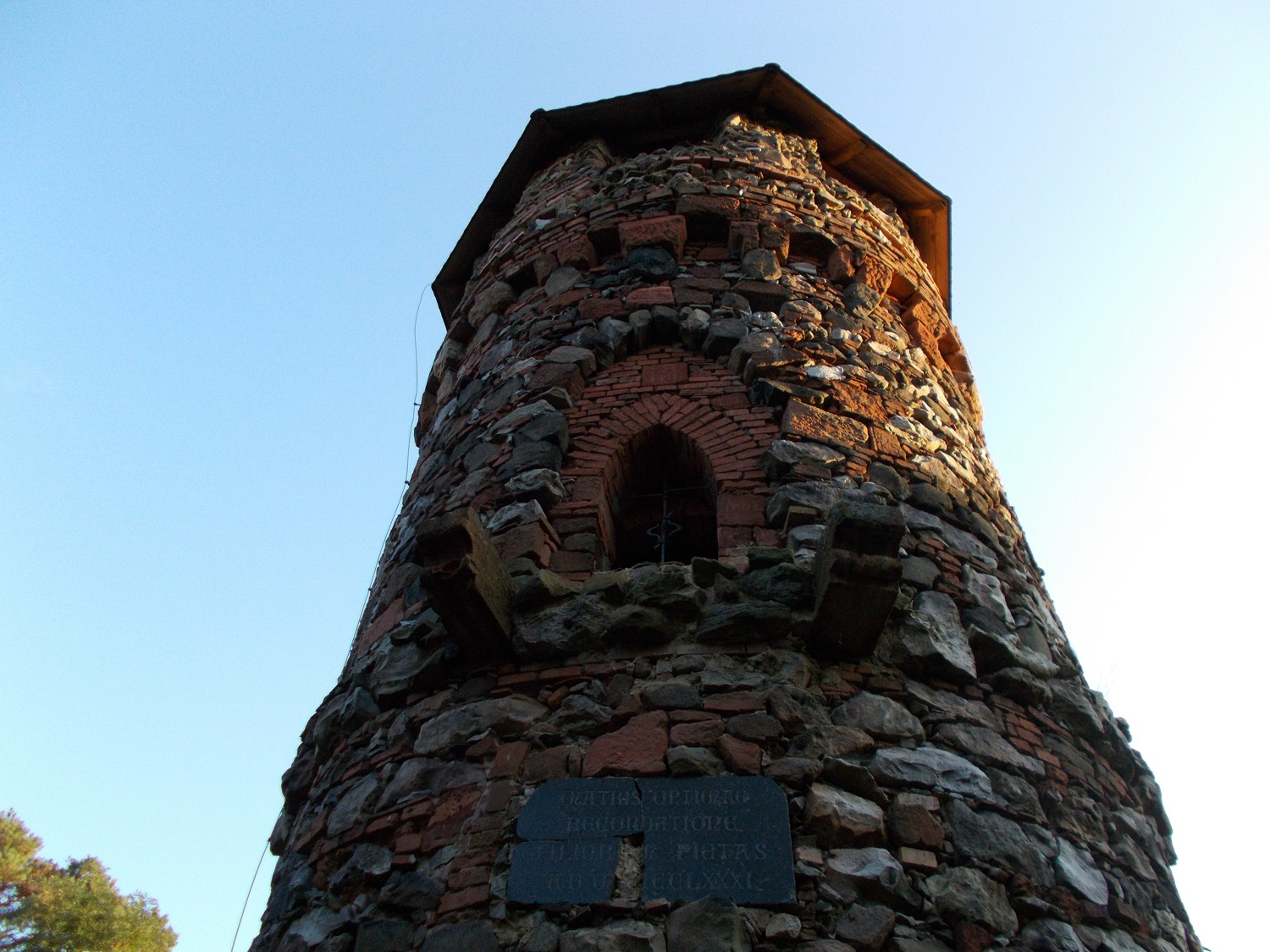
Detail rozhledny zvenku
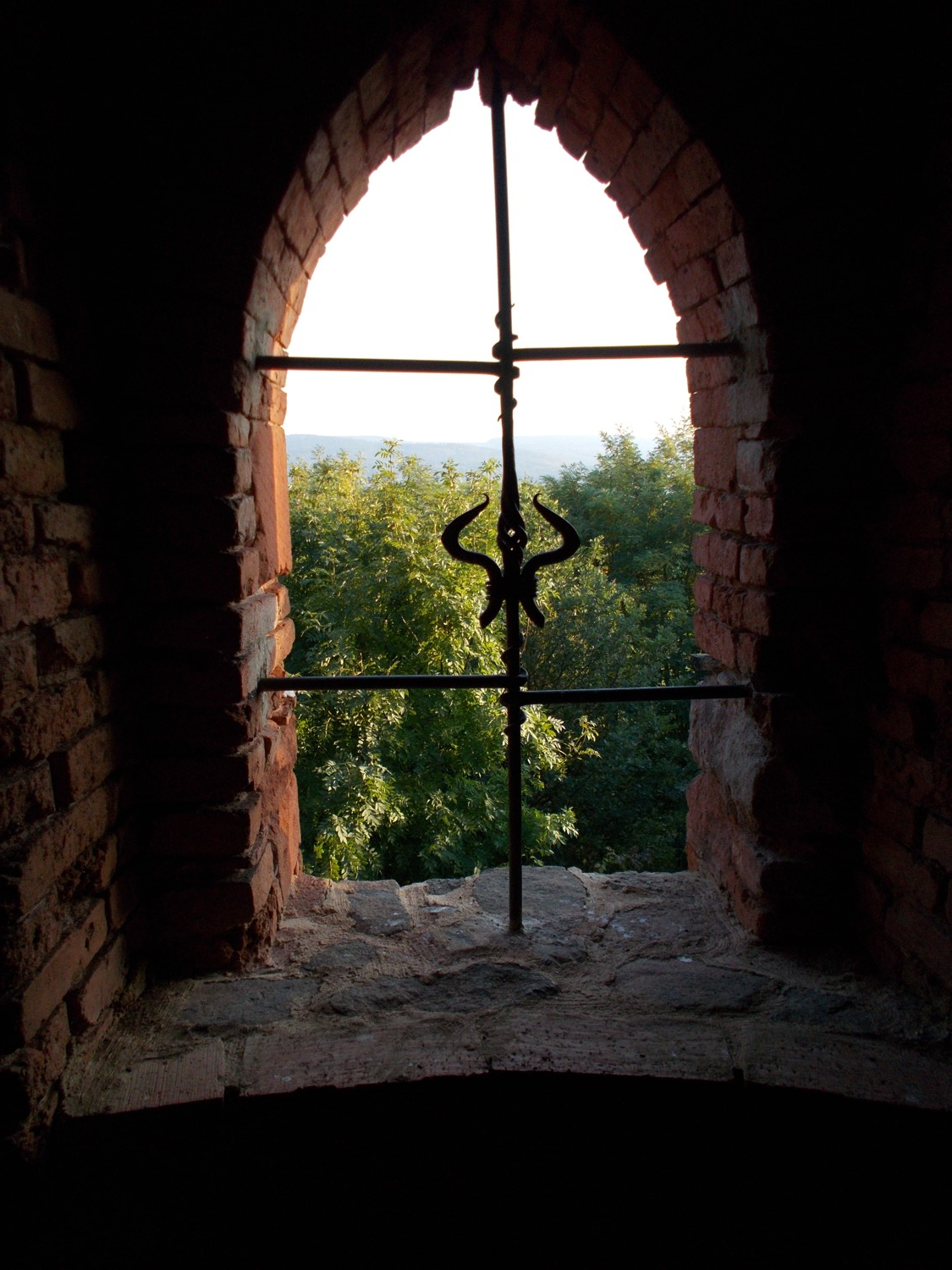
Okno s mříží
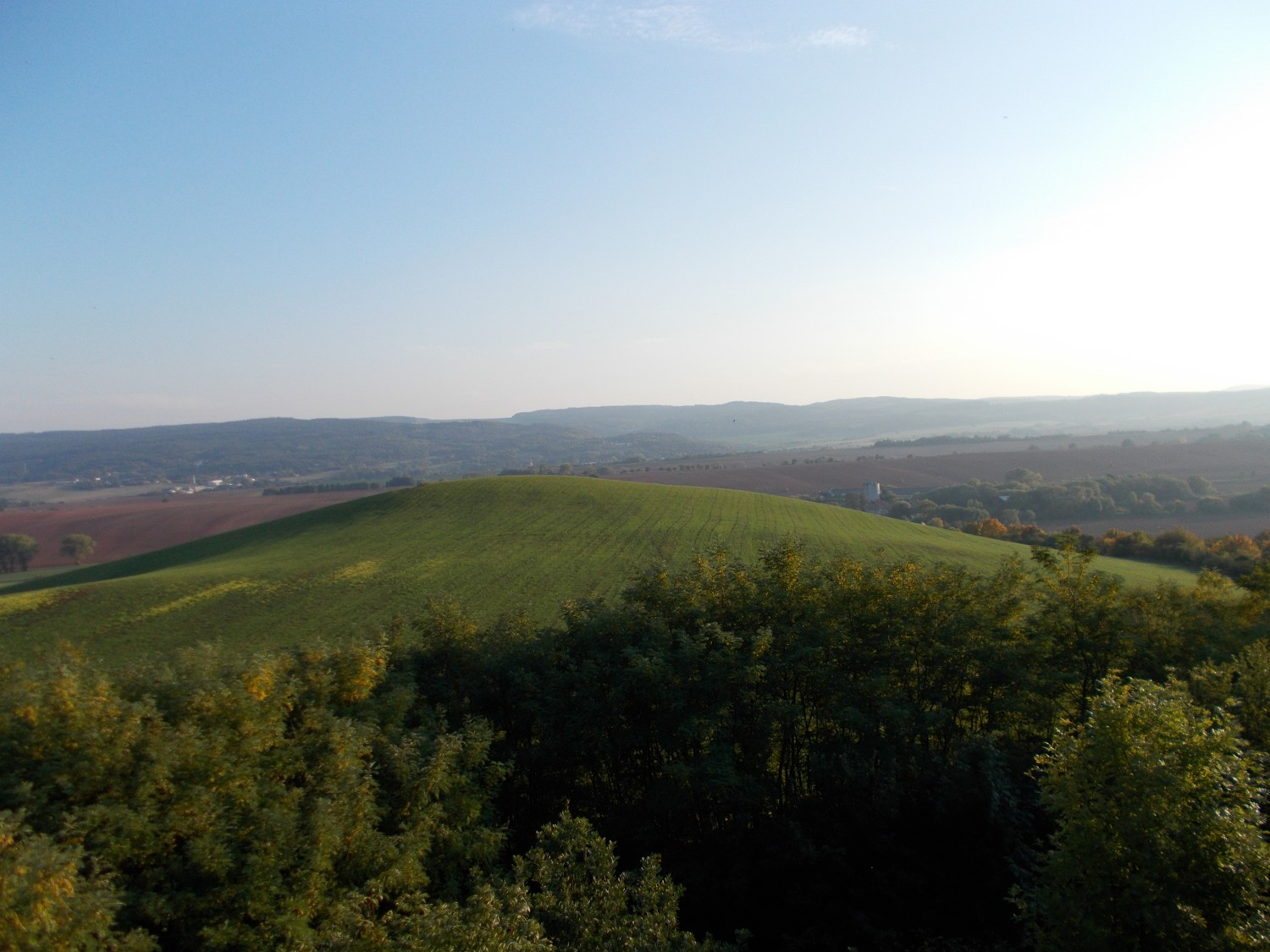
Pohled z rozhledny